# Josip Ipavec

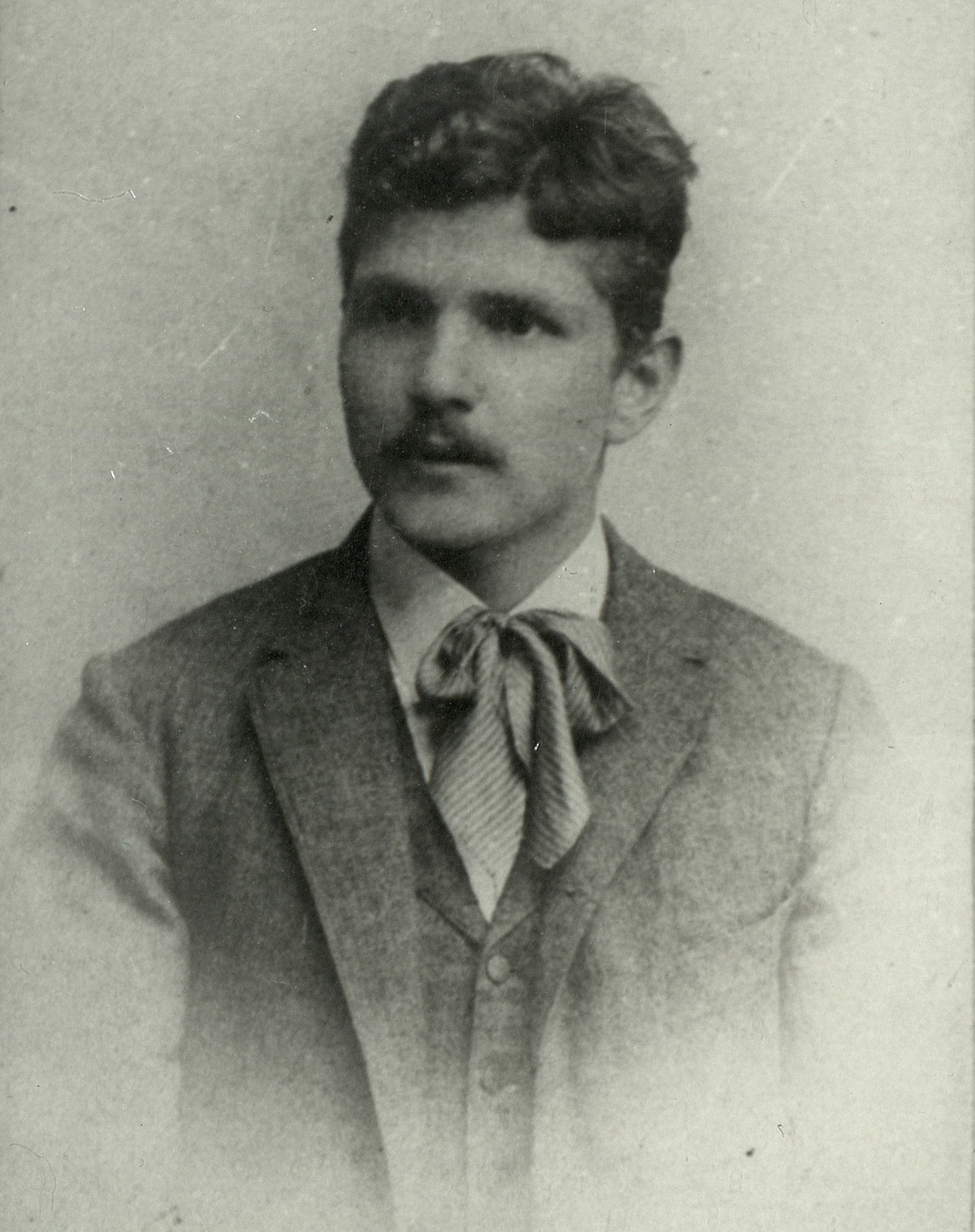
Josip Ipavec

Josip Ipavec (* 21. Dezember 1873 in Šentjur pri Celju; † 8. Februar 1921 ebenda) war ein jugoslawischer Komponist.
Der Sohn von Gustav Ipavec spielte in seiner Kindheit Violine und begann als Gymnasiast zu komponieren. Gleich seinem Vater und seinen Onkeln Benjamin und Alojz Ipavec, die sämtlich als Komponisten bekannt wurden, studierte er Medizin. Nach der Tätigkeit als österreichischer Militärarzt in Wien und Zagreb übernahm er nach dessen Tod die Praxis seines Vaters.
Ipavec komponierte mehr als vierzig Werke, darunter das erste slowenische Ballett Možiček („Hampelmännchen“) sowie Lieder nach Gedichten von Heinrich Heine, Emanuel Geibel und Nikolaus Lenau. Besonders populär wurde sein Lied für Männerchor Imel sem ljubi dve (Ich liebte zwei). Bereits in Zagreb begann er mit der Komposition einer Operette nach einem Libretto von Mara Čop-Marlet. Es ist jedoch nicht bekannt, ob er sie vollendet hat, und auch über den Verbleib des Werkes ist nichts bekannt.